# シェニ・グリストヴィス
シェニ・グリストヴィス（グルジア語: შენი გულისთვის、グルジア語ラテン翻字: Sheni gulistvis、英: For You）は、ジョージアの音楽グループ「イリアオ」によるグルジア語の楽曲。2018年3月13日に音楽配信でリリースされた。作詞・作曲はイリナ・サニキゼ、プロデュースはダヴィト・マラゾニアとミヘイル・ムディナラゼ。

## ユーロビジョン・ソング・コンテスト
この楽曲は、ポルトガルのリスボンで開催されたユーロビジョン・ソング・コンテスト2018において、ジョージア代表の曲として歌われた。その時は訳した「For You」の英題で出場したが、歌詞はグルジア語のみである。ユーロビジョン・ソング・コンテストにおいて、完全なグルジア語の楽曲が歌われたのは、史上初めてのことであった。この楽曲は2018年5月10日に開催された準決勝第2組で歌われた。決勝には進出できなかった。

## トラックリスト
| #  | タイトル           | 作詞 | 作曲・編曲 | 時間 |
| -- | ------------------ | ---- | ---------- | ---- |
| 1. | 「შენი გულისთვის」 |      |            | 3:02 |

## リリース履歴
| 地域   | 日付          | 形式     | レーベル                 |
| ------ | ------------- | -------- | ------------------------ |
| 全地域 | 2018年3月28日 | 音楽配信 | ユニバーサルミュージック |